# Ronald Maul
Ronald Maul (Jena, 13 febbraio 1973) è un ex calciatore tedesco, di ruolo centrocampista.

## Caratteristiche tecniche
In carriera ha ricoperto sia il ruolo di centrocampista che di terzino, solitamente a sinistra.

## Palmarès

### Club

#### Competizioni nazionali
- Campionato tedesco di seconda divisione: 1

Arminia Bielefeld: 1998-1999